# قرموط النيل
قرموط النيل أو سلور النيل (الاسم العلمي Clarias anguillaris)، نوع من السلور يكثر وجوده في نهر النيل وهو قريب الشبه بالحنكليس الا أنه مفلطح الرأس. طوله نحو 60 سم. ثوبه إلى السمرة الزيتونية يعلوه مواج أخضر. لحمه عادي الصنف والمذاق.

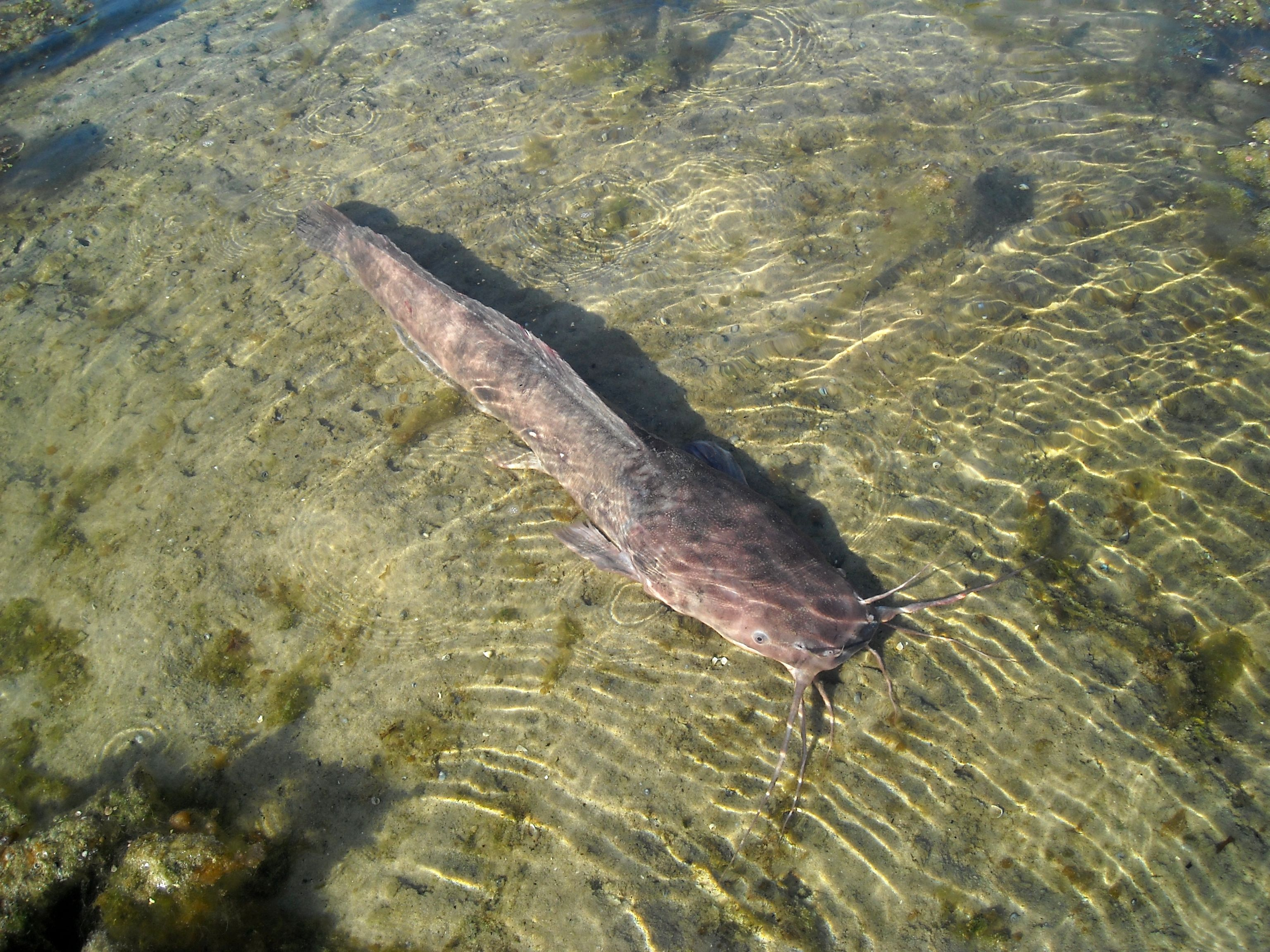
Clarias anguillaris
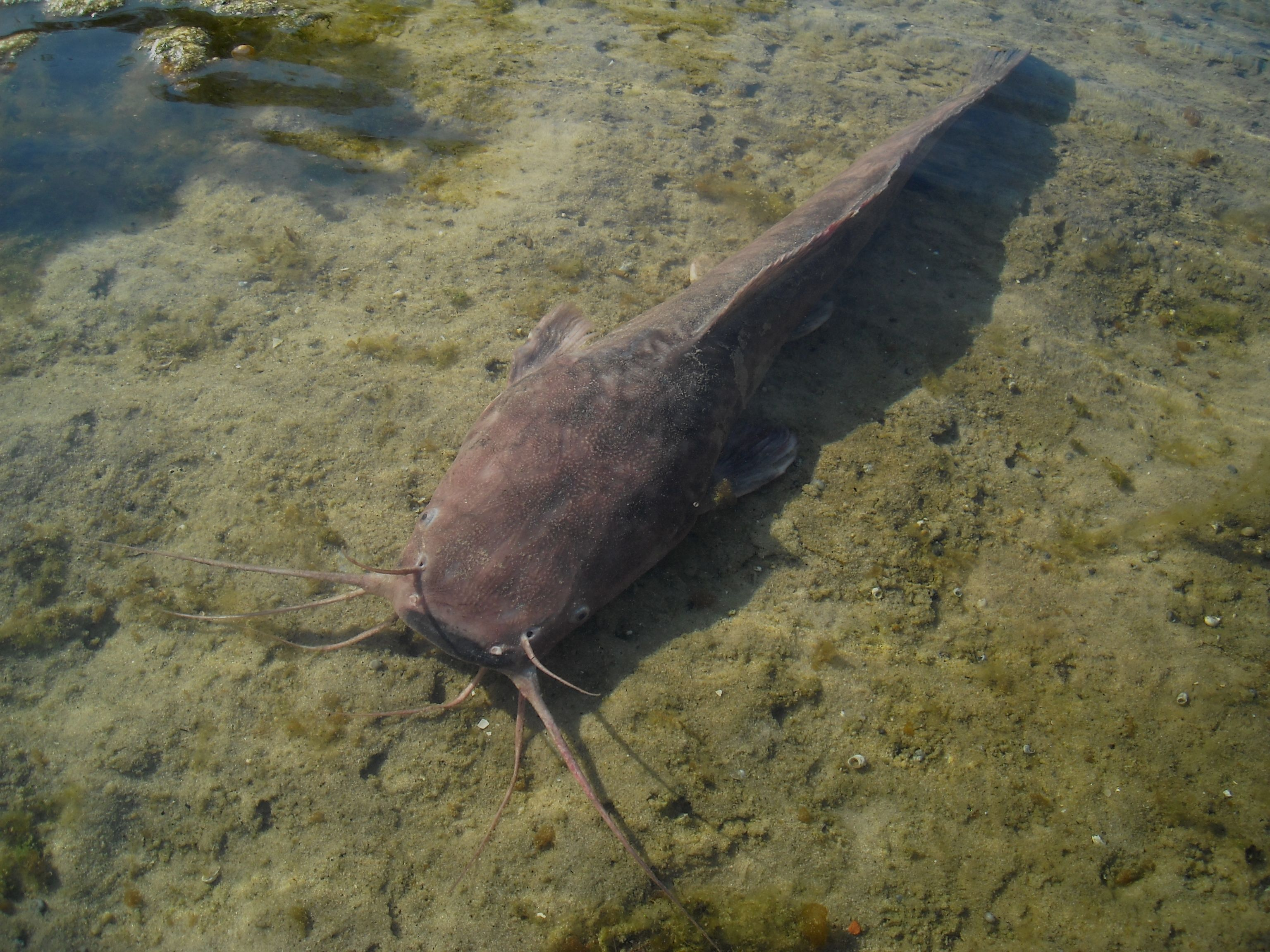
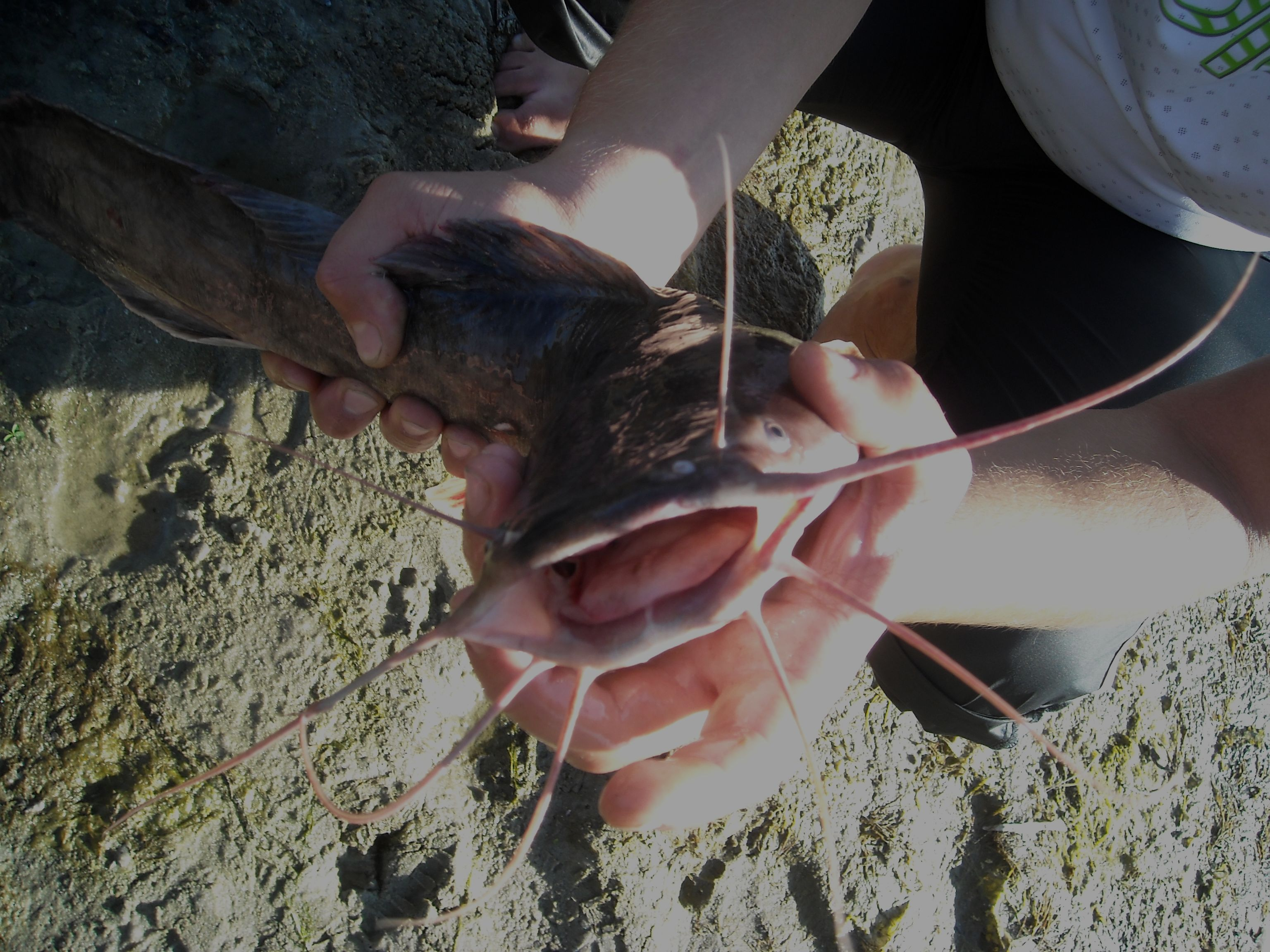